# MQ-25 (航空機)
MQ-25 スティングレイ
試験飛行中のMQ-25
- 用途：無人空中給油機
- 分類：無人航空機
- 製造者： ボーイング
- 運用者： アメリカ合衆国（アメリカ海軍（予定））
- 初飛行：2019年9月19日
- 生産数：11機(7機がプロトタイプ、4機が実任務機)
- 運用状況：運用中

MQ-25 スティングレイ (英語: Boeing MQ-25 Stingray) は、アメリカ合衆国のボーイングが開発中の無人空中給油機。アメリカ海軍向けに開発が進められており、2019年9月19日に初飛行に成功した。

## 概要

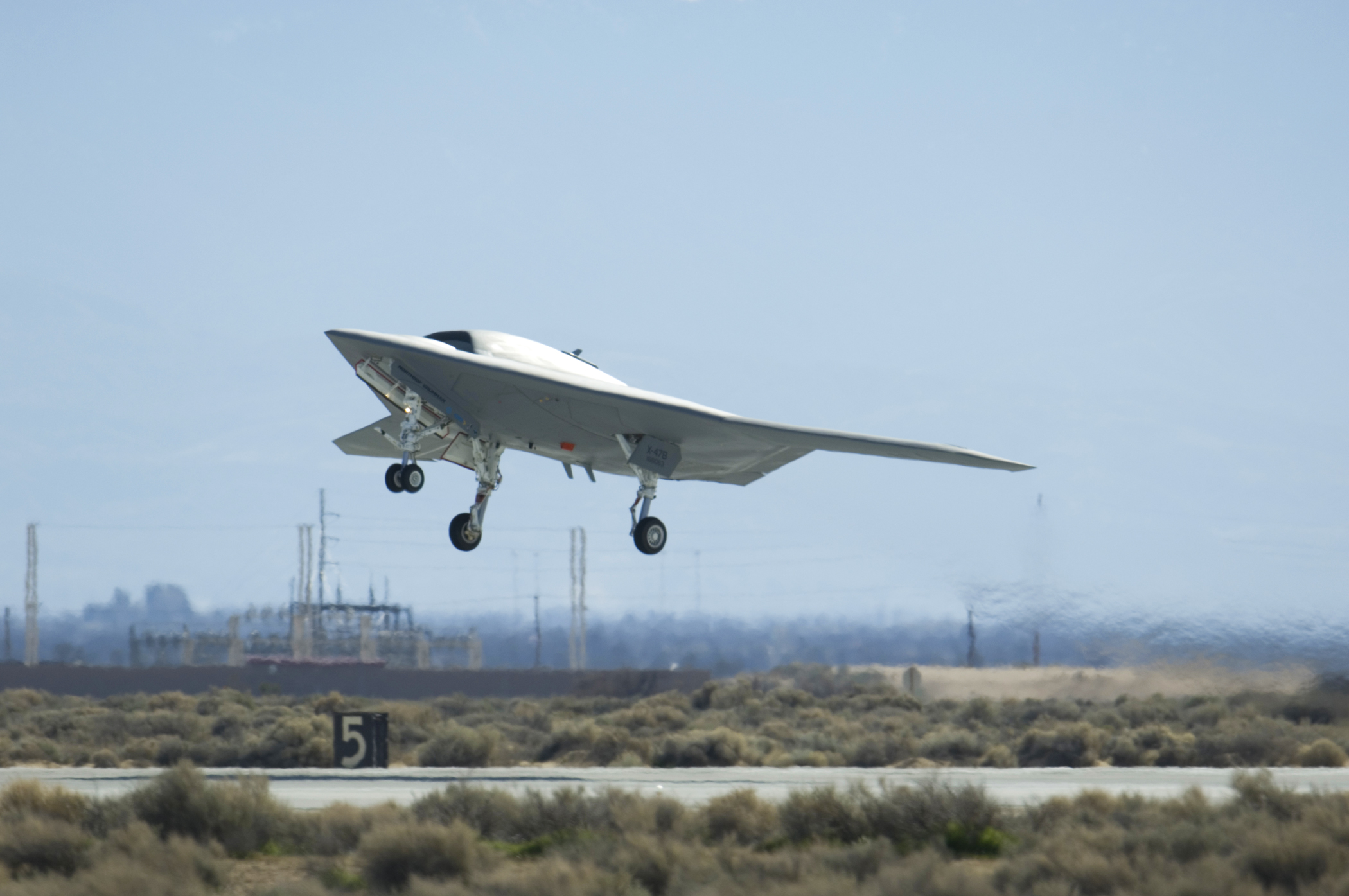
開発が中止されたX-47B

計画が中止されたX-47無人戦闘攻撃機に代わり、2016年に始まった「艦上空中給油システム（CBARS:Carrier Based Aerial Refueling System）」計画に基づいて開発された無人航空システム（UAS:Unmanned Aircraft System）である。空母艦上で運用することを目的としており、F-35C戦闘機、F/A-18E/F戦闘攻撃機や、E-2D早期警戒機等の艦載機への空中給油を主任務とする。
アメリカ海軍において空母艦上での無人機の採用は今まで無く（試験機を除く）、本機が実戦配備された暁にはアメリカ海軍史上初の空母艦載無人航空機となる予定である。

## 開発経緯

### 背景
アメリカ海軍では2016年に退役したS-3B対潜哨戒機に艦上での空中給油任務を担わせていたが、それ以降専用の空中給油機を保有しておらず、F/A-18C/D戦闘攻撃機に空中給油ポッドを搭載して空中給油を行っていた。しかし本来は戦闘機としての任務がある機体を別任務に割かなければならないことは運用上非効率的であり、またプローブアンドドローグ方式の給油では給油母機に高度な操縦技術は不要であることから、他の代替手段を模索していた。
一方で、MQ-25の前身計画とも言える無人艦上監視および打撃機（UCLASS:Unmanned Carrier-Launched Airborne Surveillance and Strike）計画で開発中だったX-47無人戦闘攻撃機は、当初高いステルス性と攻撃力を備え、高密度の敵防空網を突破できる無人戦闘航空機として設計されていた。しかし2012年にそのコンセプトは対テロ作戦等の低強度紛争対応にシフトし、情報・監視・偵察（ISR:Intelligence,Surveillance and Reconnaissance）能力が重要視されるようになった。UCLASS計画はその方向性を攻撃力とISR能力のどちらに重点を置くか議論された後、最終的に予算超過により2016年2月に中止となり、アメリカ海軍は任務を空中給油に絞った低コストな無人航空機の開発を目指すこととした。
こうしてUCLASS計画の事実上の後継計画となる「艦上空中給油システム（CBARS:Carrier Based Aerial Refueling System）」計画が2016年に開始された。
2016年7月、本計画で開発される航空機の名称を「MQ-25 スティングレイ（MQ-25 Stingray）」とすることが決定した。多用途任務を表す「M」が名称に採用されたのは、将来的に空中給油以外の任務の付加も想定しているためとされている。

### 開発企業の選定
アメリカ海軍は2017年10月に本計画の提案要求書（RFP:Request for Proposal）を発行し、ロッキード・マーティン、ボーイング、ノースロップ・グラマン、ゼネラル・アトミックスの4社に対して提示された。しかし同月、X-47をベースにした機体を開発していたノースロップ・グラマンが撤退を表明したことで、残り3社での受注競争となった。
2018年8月、開発企業としてボーイングが8.05億ドルの契約で選定されたことが発表された。この契約によりボーイングは2024年までに4機の試作機を納入した上で、空母艦上での運用を含む初期作戦能力（IOC:Initial Operating Capability）の獲得を目指すこととなり、開発が完了した際には72機を総額130億ドルで納入する予定である。

### 開発

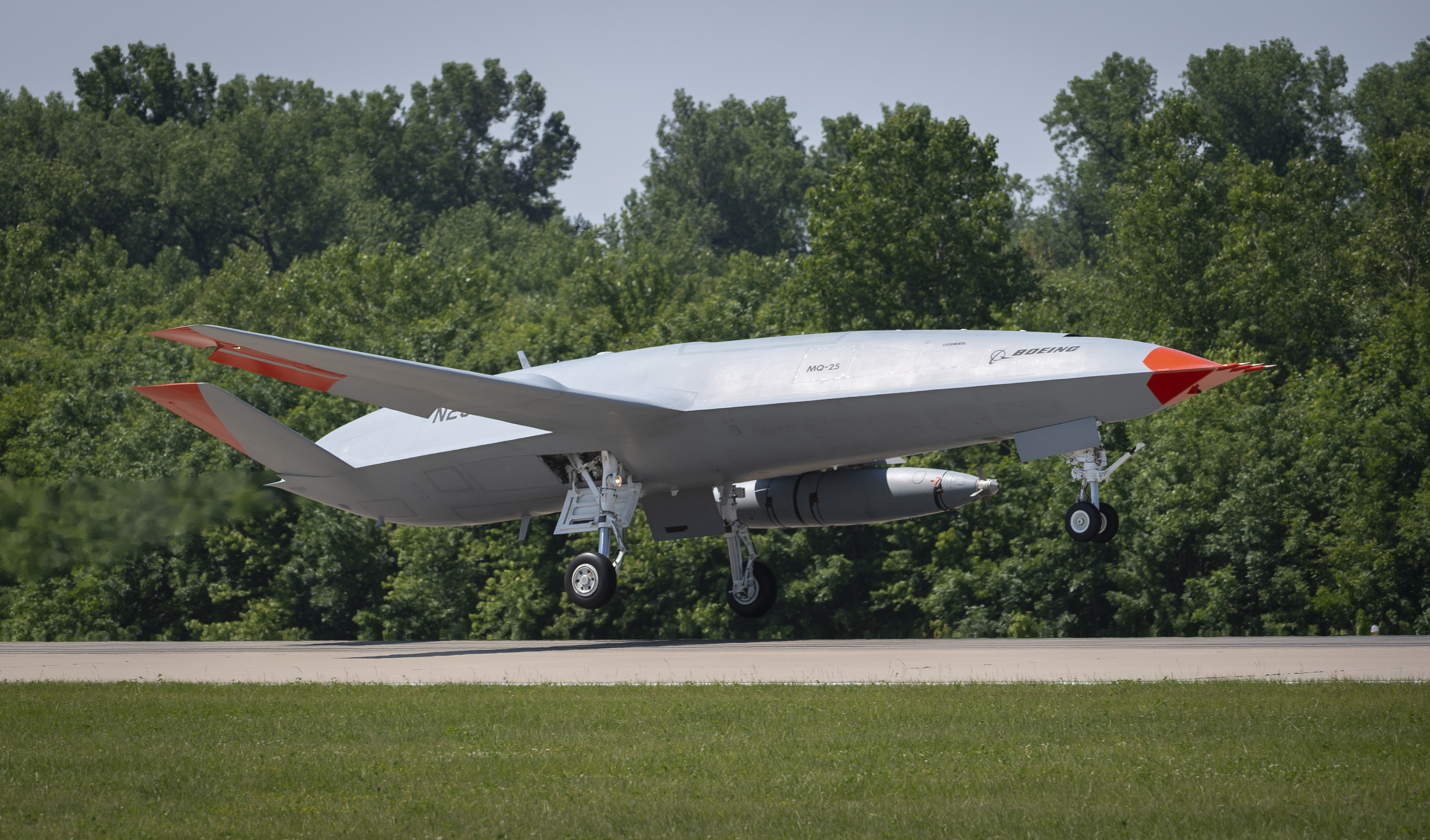
試験飛行を行うMQ-25

2019年9月、ボーイングはMQ-25の試作初号機（T1）がミッドアメリカ・セントルイス空港にて初飛行に成功したと発表した。この試験では自動でのタキシングと離陸、地上管制ステーションとの通信が実施された。また本試験に先立つ9月にはアメリカ連邦航空局から試験用の耐空証明を取得したことも公表された。
2021年6月、ボーイングはF/A-18E/F戦闘攻撃機への空中給油試験が成功したことを発表した。これは史上初の無人機による空中給油である。また、同年8月と9月にはそれぞれE-2D早期警戒機とF-35C戦闘機への空中給油試験が成功したことも発表した。
2021年12月、アメリカ海軍はMQ-25の空母艦上での初期運用試験が完了したと発表した。この試験では空母「ジョージ・H・W・ブッシュ」（USS George H. W. Bush, CVN-77）が使用され、ボーイングの技術者とともに管制ステーションの開発を担うロッキードマーティンの技術者も同乗し、カタパルトへの適合試験や甲板上でのハンドリング確認が行われた。

## 機体

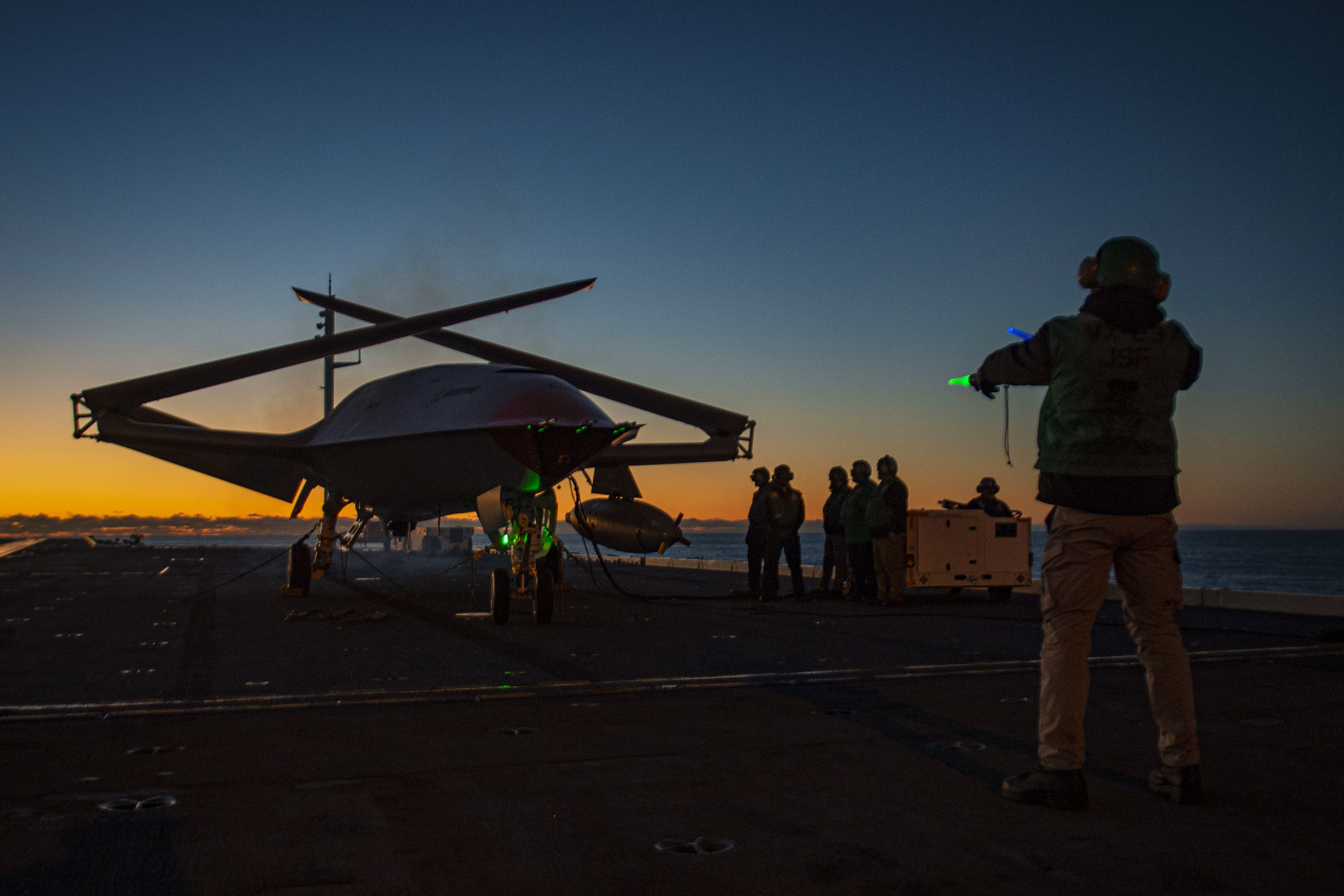
空母「ジョージ・H・W・ブッシュ」艦上のMQ-25

機体構成はRQ-4無人偵察機とよく似ており、胴体上面に吸気孔を、胴体後部に単発のエンジンを配置し、V字尾翼を備えている。一方で機体規模はRQ-4と大きく異なり、主翼は高高度飛行を行わないため長くなく、空母艦上で運用されるため折り畳み機構を装備している。また主翼下には2箇所のハードポイントを備え、空中給油ポッドと増槽が装備可能となっている。
機体自体はステルス性を意識したデザインとなっているが、X-47と異なり高いステルス性は求められておらず、また実任務の際は翼下にポッドを搭載するためその能力は限定的である。
エンジンはロールス・ロイス製AE3007Nターボファンエンジンを1基搭載する。同シリーズのAE3007HエンジンはRQ-4やMQ-4C無人偵察機にも搭載されている信頼性の高いものである。

## 採用
2023年度にアメリカ海軍がNDAA(国防権限法)で公開した調達コストの中でMQ25Aとして4機調達された。調達コストは6.9億ドル。